# Uzroci Drugog svjetskog rata

## Svijet prije rata
Izbijanje Drugog svjetskog rata bio je proces koji je trajao skoro cijelo jedno desetljeće, i kome je glavni katalizator bila Velika gospodarska kriza, koja je bila počela u SAD u listopadu 1929. godine, te nametnute sankcije i ratne odštete Njemačkoj od strana sila pobjednica u 1. svjetskom ratu. Velika ekonomska kriza se manifestirala kroz globalni rast nezaposlenosti i siromaštva, koje je mase stanovništva u mnogim zemljama okretalo ekstremnim ideologijama s lijeva i s desna, a u mnogim državama dovodilo i do međuetničkih napetosti, pogotovo u Istočnoj Europi gdje je došlo do naglog porasta antisemitizma. U mnogim državama, pogotovo onima koje su zaostajale za Britanijom i Francuskom, kriza je dovela do uvjerenja kako versajski poredak predstavlja kočnicu njihovog ekonomskog razvoja te da se on mora izmijeniti, ako je potrebno i oružanom silom, odnosno osvajanjem novih teritorija. Britanija i Francuska, glavni zagovornici politike globalnog razoružanja, su također bili snažno pogođeni krizom koja je spriječila njihovo ponovno naoružavanje.
Prva manifestacija tog procesa dogodila se u Japanu, koji je, kao zemlja bez vlastitih izvora mnogih važnih resursa, bio snažno pogođen ekonomskom krizom. Kao posljedica toga, u japanskim vladajućim krugovima je počeo bujati militarizam, odnosno uvjerenje da Japan može osigurati prosperitet jedino na račun susjednih azijskih država, odnosno europskih kolonijalnih posjeda. Godine 1931. Japanci su izveli invaziju kineske provincije Mandžurije te u njoj uspostavili marionetsku vlast na čelu s bivšim kineskim carem Pu Yiem. Mnogi japanski, a i drugi povjesničari smatraju upravo taj događaj stvarnim početkom drugog svjetskog rata. Zapadne sile, iscrpljene i prezaokupljene ekonomskom krizom, na njega nisu reagirale te tako stvorile presedan koji će koristiti druge države.
U Njemačkoj Weimarskoj republici ekonomska je kriza pojačana ratnom reparacijom, izazvala je rekordnu nezaposlenost i naglo siromašenje, produbila sveopće nezadovoljstvo odredbama Versajskog mira koji se smatrao nepravednim te izazvala političku nestabilnost i trajnu krizu koju postojeći demokratski poredak nije bio u stanju riješiti. Početkom 1933. je, obećavajući rješenje tih problema, na vlast došla Nacionalsocijalistička stranka Adolfa Hitlera te uspostavila nacistički režim. Temelj nacističke ideologije predstavljala je rasistička zamisao u širenju njemačkog životnog prostora (Lebensraum) na istok, na račun slavenskih naroda. Na kraći rok se ta ideologija manifestirala kao proklamirani cilj okupljanja svih zemalja gdje živi njemačka manjina u jedinstvenu državu - Veliku Njemačku. Nacistička vlada je postepeno jednostrano odbacila odredbe versajskog ugovora te započela s ponovnim naoružavanjem u svrhu postizanja tih ciljeva oružanim putem. 
Italija, u kojoj je od 1922. godine na vlasti bio fašistički režim Benita Mussolinija, također je bila bitno pogođena velikom ekonomskom krizom, koja je pokazala nedostatak vlastitih resursa. Mussolini je došao do zaključka da će ti problemi biti riješeni širenjem Italije na Balkan, Mediteran i Bliski istok, što je bilo proklamirano kao službena politika pod geslom obnove Rimskog Carstva. Ta je politika dovela Italiju u direktan sukob s bivšim saveznicima Britanijom i Francuskom, te približila Hitlerovoj Njemačkoj. Kao prva ozbiljnija manifestacija te politike se pokazao abesinijski rat, na koji su zapadne sile reagirale tek mlakim ekonomskim sankcijama, dajući još jedan primjer nevoljkosti da se na izazov versajskom poretku suprotstave ikakvom ozbiljnijom akcijom.
U to vrijeme je SSSR pod vlašću Staljina bio uglavnom netaknut ekonomskom krizom, ali i preozaokupljen unutrašnjim problemima, prvenstveno kolektivizacijom zemlje - koja je dovela do masovne gladi i velikih demografskih gubitaka - i industrijalizacijom, koja je pak SSSR učinila velikom silom i u rekordno kratkom roku stvorila uvjete za transformaciju Crvene armije u veliku i modernu oružanu silu. SSSR je nakon decenija diplomatske izolacije nastojao poboljšati odnose sa zapadnim silama, strahujući da bi se na temelju iskustava građanskog rata mogla stvoriti velika koalicija s ciljem njegovog uništenja. SSSR je nastojao strah zapadnih država od širenja boljševizma na zapad umanjiti predstavljajući se kao prirodni ideološki saveznik u borbi protiv fašističkih država. U tu svrhu je preko Komunističke internacionale promovirana politika Narodnog fronta, koja je za posljedicu imala stvaranje lijeve vlade u Francuskoj, ali i izbijanje građanskog rata u Španjolskoji.
Španjolski građanski rat, kao i rat koji je godine 1937. izbio između Japana i Kine, tzv. Drugi kinesko-japanski rat, jasno je demonstrirao kako su Njemačka, Italija, Japan, a djelomično i SSSR, bitno poboljšali vlastitu ratnu tehnologiju, odnosno stekli prednost u odnosu na zapadne sile. To je dovelo do postepene promjene pacifizmom vođene politike u Britaniji i Francuskoj - započelo je ponovno naoružavanje, a diplomatsko udovoljavanje njemačkim i talijanskim zahtjevima je dobila svrhu dobivanja vremena za neumitni oružani obračun, umjesto sprječavanja rata kao takvog.

## Uzroci
S obzirom na njegovu složenost kao i ideološkim i drugim podjelama koje je izazvao i koje dan-danas traju, o uzrocima drugog svjetskog rata postoji daleko manji povijesni konsenzus nego o uzrocima drugih oružanih sukoba u 20. stoljećuu.
Ipak se može reći da je velik dio uzroka drugog svjetskog rata ima korijen u uzrocima Prvog svjetskog rata.
Njemačka, Italija i Japan su se u 19. stoljećuu relativno kasno profilirale kao moderne industrijske države, te su bitno zaostajale u stvaranju kolonijalnih carstava u odnosu na Veliku Britaniju i Francusku. Njemačka je u prvom svjetskom ratu poražena, te je temeljem Versailleskog mirovnog ugovora ostala bez kolonija te tako dovedena u još inferiorniji položaj. Italija i Japan, iako na pobjedničkoj strani, bili su bitno razočarani ratnim plijenom.  
Nacionalizam, koji je predstavljao dominantnu ideologiju Europe 19. stoljeća, pojačao je svoj utjecaj u Istočnoj Europi gdje su na ruševinama tri stara carstva - Osmanskog, Austro-ugarskog i Ruskog - po proklamiranom principu prava na samoodređenje formirane nacionalne države. U većini slučajeva se granice novih država nisu poklapale s etničkim granicama, što je bilo stalan izvor iredentizma i napetosti, dok su neke novostvorene države - Kraljevina SHS, Čehoslovačka i, djelomično, Poljska - po sastavu bile višeetničke i opterećene unutrašnjim napetostima koje su se naknadno održavale na međunarodnoj sceni. Nacionalizam se također proširio i na Aziju, pogotovo posjede europskih kolonijalnih sila čiji su podanici svoj položaj počeli smatrati izdajom versajskih principa. Nacionalizam se također nastavljao iskazivati i kao rasizam, koji je imao važnu ulogu u pogoršanju odnosa Japana i SAD.
Treći faktor, koji se iskristalizirao tek nakon završetka Prvog svjetskog rata, bio je slom predratnog ekonomskog poretka temeljenog na slobodnoj trgovini. Većina država se nakon rata okrenula protekcionizmu i autarhiji, što je bilo plodno tlo kako za međusobne sukobe, tako i za ekonomsku nestabilnost koja će se odraziti u Velikoj ekonomskoj krizi.
Novi faktor predstavljala je i pojava dviju ideologija - fašizma i komunizma -koje su, svaka na svoj način, predstavljale radikalnu alternativu poratnom svjetskom poretku te čije se međusobno suparništvo odražavalo i na međunarodnu politiku.
Izbijanje rata također je pospješio i duboki i neprevladani kulturni i psihološki šok izazvan opsegom i posljedicama prvog svjetskog rata. Mnoge države, pogotovo one koje su se smatrale pobjednicama, nastojale su ponavljanje tako traumatičnog iskustva izbjeći inzistiranjem na diplomaciji kao jedinom sredstvu rješavanja međunarodnih sporova, dok je u javnosti tih zemalja dominirao pacifizam i težnja za nereagiranjem na provokacije koje bi mogle izazvati novi globalni sukob.

## Sudetska kriza i izbijanje rata
Hitlerova Njemačka je prvu direktnu akciju kršenja versajskog poretka poduzela godine 1936. uglavnom simboličkom gestom slanja Wehrmachta na lijevu obalu Rajne, koja je prethodnih godina bila demilitarizirana. Nedostatak bilo kakve reakcije na tu provokaciju je naciste uvjerio kako će i ubuduće moći poduzimati slične korake.
Nakon što je godine 1937. između Njemačke, Italije i Japana potpisan tzv. Antikominternski Pakt - preteča budućeg Trojnog pakta - Njemačka je godine 1938. poduzela nasilnu aneksiju, tzv. Anschluss Austrije. Hitlerov režim je taj potez opravdavao provođenjem načela o pravu na samoodređenje, odnosno činjenicom da su mnogi Austrijanci sebe smatrali dijelom njemačke nacije od koje su odijeljeni umjetnom granicom.  
Hitler je sličan izgovor odlučio primijeniti na Sudete - oblast Čehoslovačke gdje su Nijemci činili većinu. Čehoslovačka vlada je bila spremna da se pokušaju mijenjanja granica odupre oružanim putem, računajući na svoj status vjerne francuske saveznice. Međutim, britanska vlada je držala da još nije u potpunosti spremna za rat pa je nagovorila Francusku da zajedno s njom 30. rujna 1938. sklopi Münchenski sporazum kojim je Njemačkoj priznato pravo na Sudete. Ostavljena na cjedilu, čehoslovačka vlada je podlegla njemačkom ultimatumu. Dok su dio svjetske javnosti ovim događajima bio šokiran i razočaran, veliki dio zapadne javnosti ih je smatrao 
ispravljanjem versajskih nepravdi te iskorištenom prilikom za postizanje trajnog mira u svijetu.
Te su se nade vrlo brzo izjalovile, kada su mađarska i poljska vlada iskoristile Hitlerov presedan kako bi i one tražile i na kraju dobile čehoslovački teritorij. Do proljeća 1939. autoritet vlade u Pragu je bio tako uzdrman da se u Slovačkoj, na njemački poticaj, razvio separatistički pokret. Koristeći to kao izgovor, njemačke snage su u proljeće 1939. okupirale Češku i uspostavile protektorat u sastavu Reicha, dok je Slovačka uspostavljena kao satelitska država. 
Komadanje Čehoslovačke predstavljalo je šok i poniženje za zapadne sile koje su na gaženje sporazuma reagirale garancijom nezavisnosti i teritorijalnog integriteta Poljske i Rumunjske - država za koje se držalo da će predstavljati sljedeće mete njemačkog, odnosno mađarskog širenja. U međuvremenu je, koristeći Hitlerov primjer, Mussolinijeva Italija izvršila invaziju i bez borbe uspostavila vlast u Albaniji.
Hitler nije bio impresioniran tim garancijama te je kao sljedeću metu njemačke teritorijalne ekspanzije odabrao Danzig - luku na Baltičkom moru pod upravom Lige naroda koju su i Nijemci i Poljaci svojatali, ali u kojoj su Nijemci imali većinu stanovništva. No, ovoga puta su Poljaci, za razliku od Čehoslovaka, iza sebe imali formalne zapadne garancije te bili spremni na oružani otpor. Njemačkoj vladi je postalo jasno da se kriza u njemačku korist ne može riješiti drukčije nego oružanom invazijom, za koju je planiranje otpočelo već u proljeće.
Hitler je bio uvjeren kako će zapadne sile na kraju Poljsku ipak ostaviti na cjedilu isto kao što su bili ostavili Čehoslovačku. Tome je u prilog išao debakl pregovora o eventualnoj vojnoj suradnji koji su se u to vrijeme vodili u Moskvi između anglo-francuskih i sovjetskih predstavnika. 
Na kraju se Staljin odlučio kupiti vrijeme za pripreme za rat tako što je prihvatio Hitlerovu ponudu za sporazum o podjeli interesnih sfera u Istočnoj Europi. Potpisivanjem pakta Ribbentrop-Molotov 25. kolovoza 1939. Njemačka se osigurala od eventualne sovjetske intervencije u poljsku korist, odnosno eventualnog ratovanja na dva fronta. Nakon insceniranog poljskog napada na radio-stanicu u Gleiwitzu, njemačke oružane snage su 1. rujna 1939. otpočele napad na Poljsku, čime je u Europi počeo Drugi svjetski rat.